# Carsten Wolf

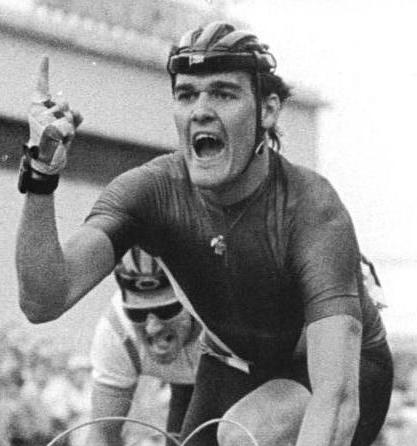
Carsten Wolf bei der Sachsen-Tour 1988

Carsten Wolf (* 26. August 1964 in Potsdam, DDR) ist ein ehemaliger deutscher Radrennfahrer.

## Sportliche Karriere
Wolf erlernte den Beruf des Kfz-Schlossers, begann seine sportliche Karriere 1974 in der SG Dynamo Potsdam und ging 1978 zum SC Dynamo Berlin. 1979 gewann er mit dem Vierer auf der Bahn und auf der Straße Spartakiade-Gold. Seine ersten nationalen Titel gewann er im Juli 1982 bei den DDR-Meisterschaften der Klasse Jugend A im Mannschaftszeitfahren und im Punktefahren. 1982 wurde Carsten Wolf Junioren-Weltmeister in der Einerverfolgung. In den folgenden Jahren konnte er weitere Podiumsplätze bei DDR- sowie Weltmeisterschaften erringen, vorrangig in der Mannschaftsverfolgung und dem Punktefahren. 1988 errang Carsten Wolf mit dem DDR-Bahn-Vierer (Dirk Meier, Roland Hennig und Steffen Blochwitz) eine Silbermedaille bei den Olympischen Sommerspielen in Seoul in der Mannschaftsverfolgung, wofür er mit dem Vaterländischen Verdienstorden in Silber ausgezeichnet wurde. Bereits 1984 erhielt er den Vaterländischen Verdienstorden in Gold. 1989 wurde das DDR-Quartett (Blochwitz, Thomas Liese, Guido Fulst) Weltmeister. Auf der Bahn der Werner-Seelenbinder-Halle in Berlin gewann er die „Internationale Zweier-Mannschaftsmeisterschaft“ 1985 mit Siegbert Müller als Partner. 1986 gewann er die 6 Tage um den Preis der Jungen Welt mit Bernd Dittert als Partner.
Aber auch auf der Straße hatte Wolf Erfolge, so wurde er 1988 Zweiter in der Gesamtwertung der Olympia’s Tour in den Niederlanden. 1989 gewann er die Niedersachsen-Rundfahrt. Nach der Wende verlegte sich Carsten Wolf zunehmend auf Straßen- wie auch Sechstagerennen. Er startete bei 77 Sechstagerennen, von denen er vier gewann (1994 in Köln und in Zürich mit Urs Freuler; 1997 in Bremen und Stuttgart mit Andreas Kappes). 1996 belegte er gemeinsam mit Kappes bei den Bahn-Weltmeisterschaften Platz 3 im Zweier-Mannschaftsfahren; im Jahr darauf wurden die beiden Sportler gemeinsam Deutscher Meister in derselben Disziplin.
1999 wurde Carsten Wolf positiv auf Doping getestet, nachdem er schon 1995 aufgefallen war. Anschließend beendete er seine aktive Karriere.